# Kioto shōgi

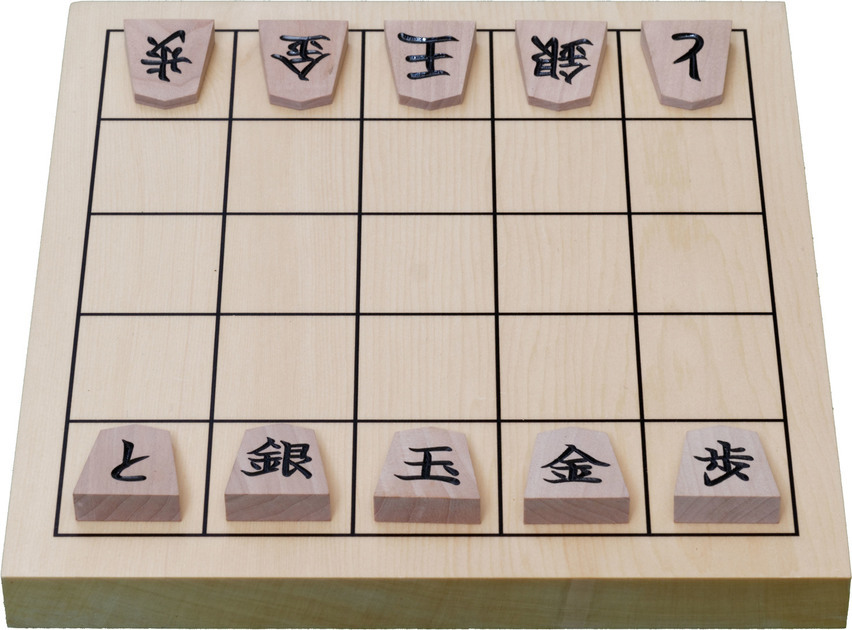
Kioto shōgi con las piezas en su posición inicial

El Kioto shōgi se juega como el shōgi estándar, pero con un número menor de piezas en un tablero de cinco filas por cinco columnas, como en el minishōgi. Sin embargo, las piezas se promocionan y despromocionan con cada movimiento, y los valores de promoción son totalmente diferentes a los del shōgi estándar.